# Петропиги
Петропиги (грч. Πετροπηγή) је насељено место у општини Места у периферији Источна Македонија и Тракија, Грчка. Према попису из 2021. године било је 453 становника.
Према бугарском географу и историчару, Василу Канчову, у Петропигију је 1900. године живело 200 Грка. Године 1923. насељено је 323 грчких избеглица. На попису из 1928. године Петропиги је имао 460 становника. Село се раније звало Каја Бунар.